# Morris Peterson
Morris Peterson, Jr. (ur. 26 września 1977 w Flint) – amerykański koszykarz, występujący na pozycjach obrońcy oraz skrzydłowego.

## Osiągnięcia
Na podstawie, o ile nie zaznaczono inaczej.
NCAA
- Mistrz NCAA (2000)[2]
- MOP (Most Outstanding Player) turnieju Big Ten (2000)[3]
- Zawodnik Roku Konferencji Big Ten (2000)[4]
- Zaliczony do:
  - I składu:
    - Big Ten (1999, 2000)
    - turnieju Big Ten (2000)
    - NCAA Final Four (2000 przez AP)[5]

  - II składu All-American (2000)[6]
- Chicago Tribune Silver Basketball (Big Ten MVP) (2000)

NBA
- Zaliczony do składu I składu debiutantów NBA (2001)[7]
- Uczestnik Rookie Challenge (2001)